# Derris kingdonwardii
Derris kingdonwardii är en ärtväxtart som beskrevs av Krishnamurthy Thothathri. Derris kingdonwardii ingår i släktet Derris och familjen ärtväxter. Inga underarter finns listade i Catalogue of Life.